# Kaluga
Kaluga - Калуга (rus) - és una ciutat de Rússia, capital de l'óblast de Kaluga. Està a la vora de l'Okà, a 188 km al sud-oest de Moscou.

## Clima
Té un clima continental no extrem, molt similar al de Moscou. Al gener la temperatura mitjana és de -10,1 °C i al juliol de +17,5 °C. La pluviometria és d'uns 600 litres amb el màxim de pluja a l'estiu.

## Història
Va ser fundada a mitjans del segle xiv com a fortalesa fronterera de Moscòvia. La primera menció escrita és de 1.371. En l'edat mitjana era un assentament petit.
Kaluga va ser ocupada pels nazis el 1941. El 1944 el govern soviètic hi internà centenars de soldats polonesos de l'Armia Krajowa.
El resident a Kaluga més conegut és Konstantín Tsiolkovski, un pioner de la ciència aeroespacial que treballava a Kaluga com a professor d'escola, se li ha dedicat el museu Tsiolkovski.

## Economia
Actualment és un dels centres russos de la indústria de l'automoció amb un gran nombre d'indústries estrangeres en plantes de muntatge, entre elles: el grup Volkswagen, Volvo, Citroën, i Mitsubishi.

## Persones il·lustres
- Aleksandr S Famincyn (1841-1896), compositor musical.
- Konstantín Tsiolkovski (1857-1935), físic.
- Mikola Azàrov (n. 1947) President d'Ucraïna
- Yuri Averbakh (n. 1922), Gran Mestre d'escacs
- Viktor Alexandrovich Usplenski (n. 1879 - Tashkent, 1949), compositor musical

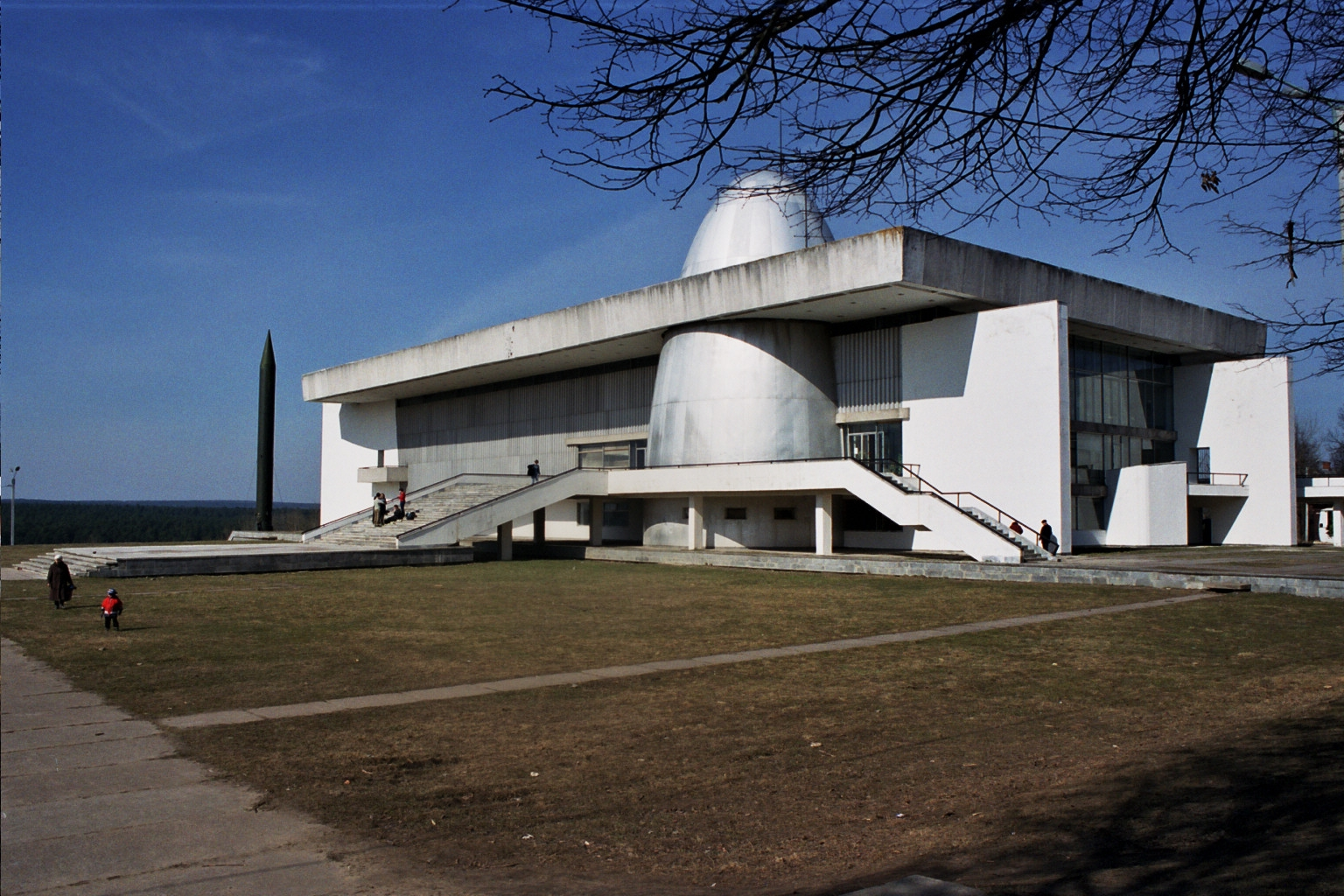
Museu de l'Espai a Kaluga
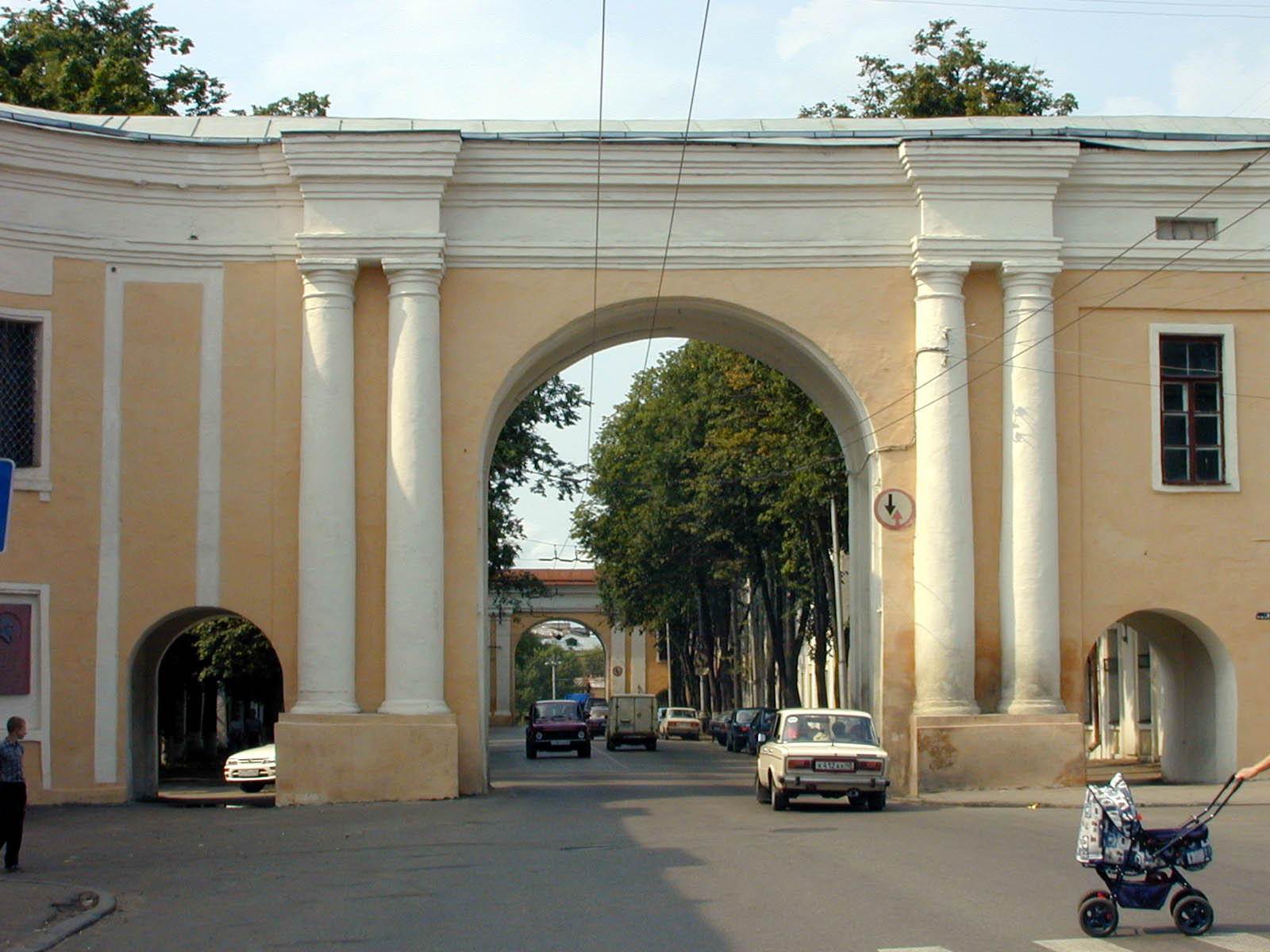
Centre de Kaluga
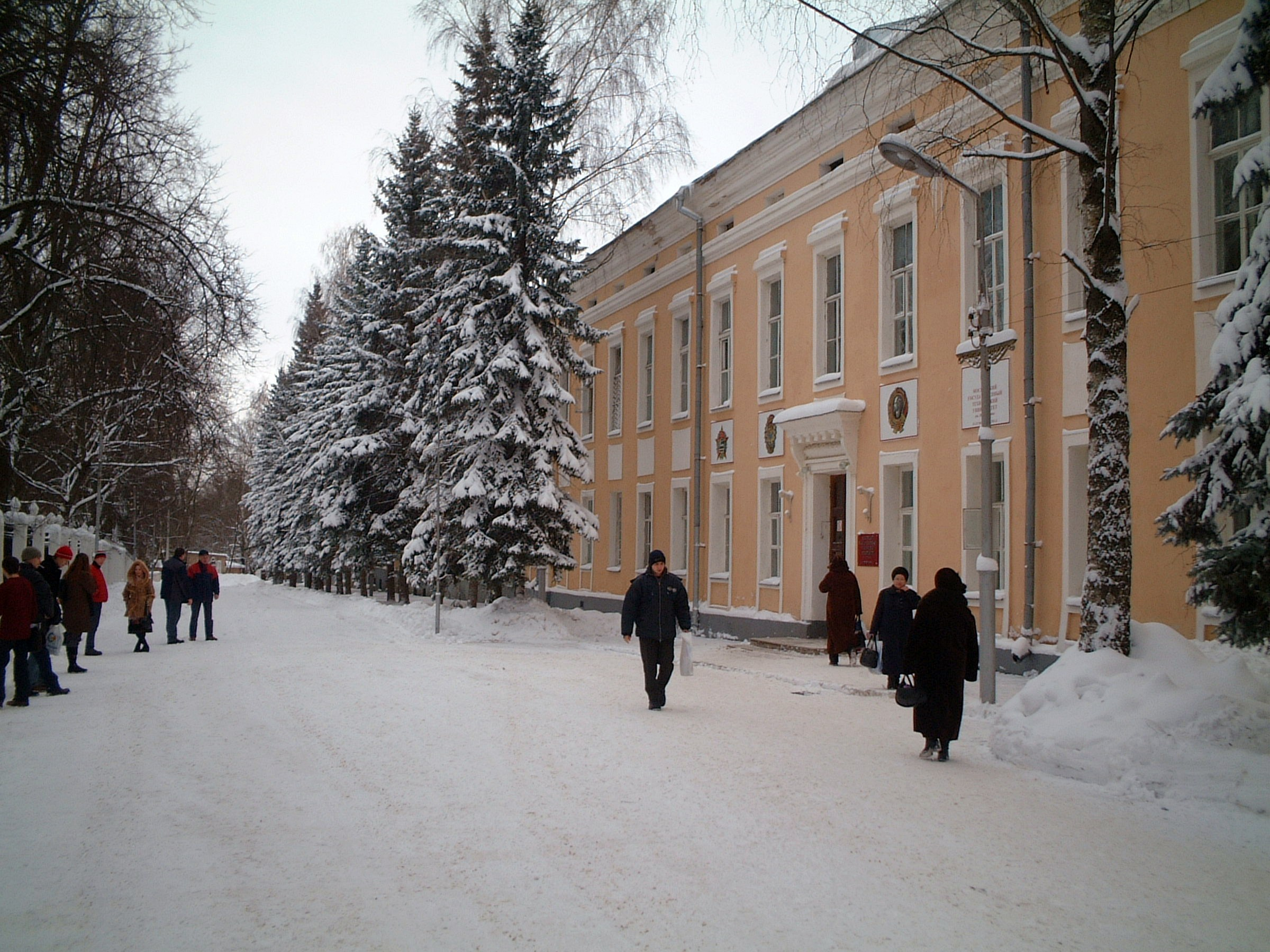
Universitat estatal de Moscou a Kaluga
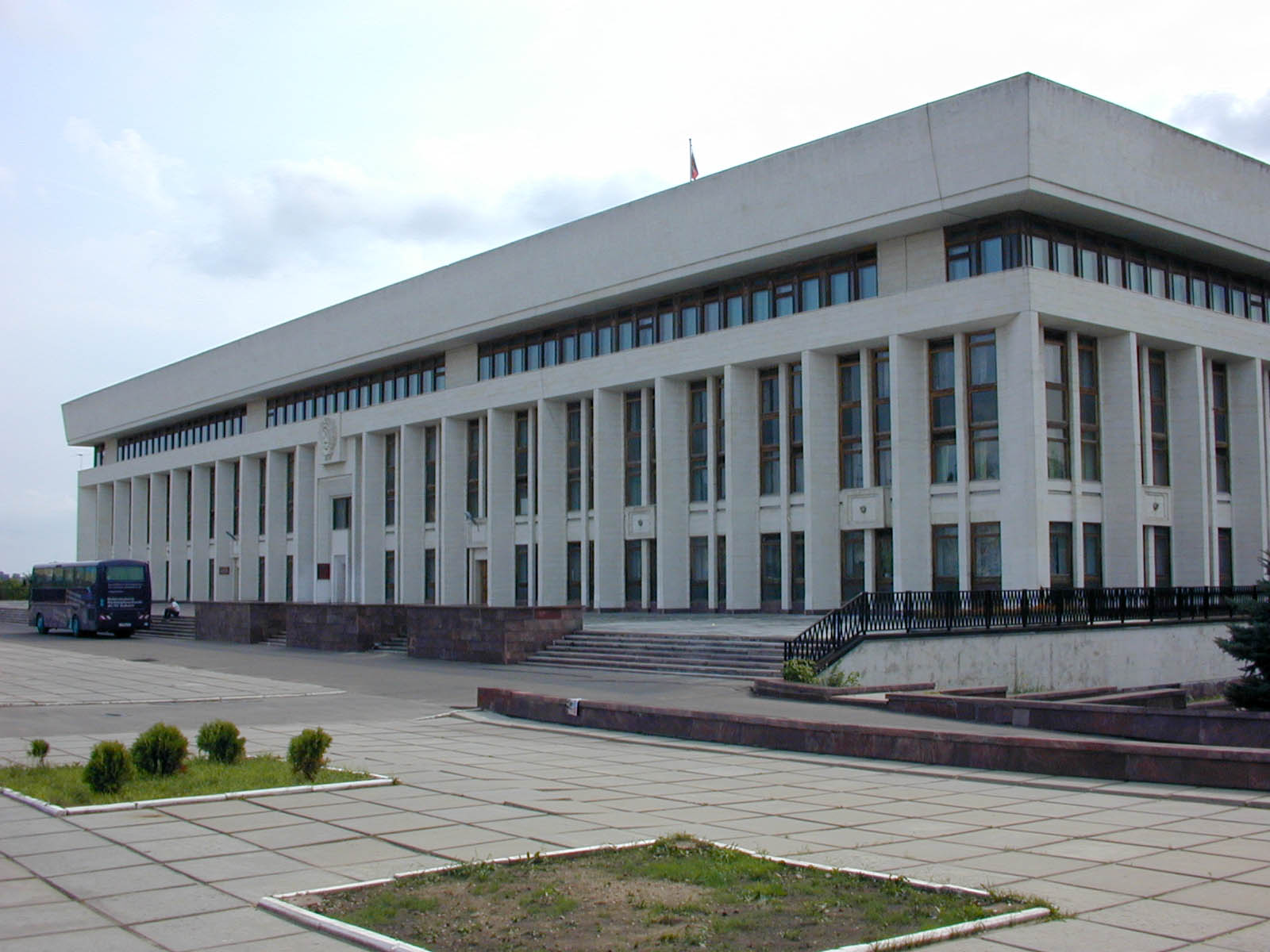
Edifici administratiu provincial